# ماريان آدم (لاعب كرة قدم)
ماريان آدم هو لاعب كرة قدم سلوفاكي في مركز الوسط، ولد في 20 سبتمبر 1981 في ايلافا في سلوفاكيا. شارك مع منتخب سلوفاكيا تحت 17 سنة لكرة القدم ومنتخب سلوفاكيا تحت 18 سنة لكرة القدم ومنتخب سلوفاكيا تحت 19 سنة لكرة القدم ومنتخب سلوفاكيا تحت 21 سنة لكرة القدم. أما مع النوادي، فقد لعب مع نادي ميتاليست خاركيف.

## وصلات خارجية
- ماريان آدم على موقع اتحاد أوكرانيا (الإنجليزية)
- ماريان آدم على موقع قاعدة بيانات كرة القدم.إي يو (الإنجليزية)
- ماريان آدم على موقع Soccerway.com (الإنجليزية)